# 白瑜娑
白瑜娑，一作白瑜妄，隋朝西北地区农民起义军首领。灵武（今宁夏灵武西南）人，奴隶出身。大业九年（613年），夺取官府牧场马匹起义，转战陇右，随众达数万人。后据平凉（今甘肃平凉），声势浩大，豪绅称其为“奴贼”。义宁元年（617年），攻扶风（今陕西凤翔），数月不下，因粮尽，遂为唐将阴谋诱杀，后部归李世民。